# Lirceus usdagalun
Lirceus usdagalun é uma espécie de crustáceo da família Asellidae.
É endémica dos Estados Unidos da América.